# Estádio Aldo Dapuzzo
Estádio Aldo Dapuzzo – stadion piłkarski, w Rio Grande, Rio Grande do Sul, Brazylia, na którym swoje mecze rozgrywa klub São Paulo Rio Grande.